# 단소

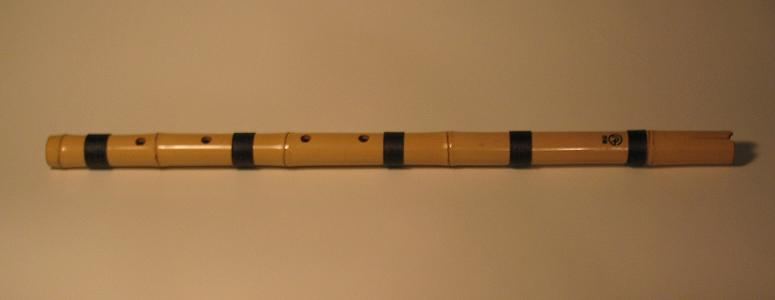
단소

단소의 운지법. 편의상 黃=D(반음 낮음)로 표기되어 있으며 악보의 음은 실음보다 1옥타브 낮다.

단소(短簫)는 한국의 전통 관악기 중의 하나이다. 향악기로 분류되며, 퉁소를 개량한 것이라고 한다.

## 기원과 역사
단소는 《악학궤범》은 물론 그 이후의 문헌에도 나오지 않아 정확한 기원을 알 수 없다. 함화진의 《한국음악소사》에는 단소는 4000여 년 전 황제(黃帝)때에 기백(岐佰)이 만들었고 우리나라에는 조선 순조 때에 청에서 들어왔다고 하나 정확한 근거는 없다.
제도와 형태가 퉁소와 유사한 점으로 보아서 조선 후기에 퉁소를 개량하여 만든 것으로 보고 있다.

## 이용과 편성
단소는 음색이 맑아 전통 음악에서 독주 악기로 많이 쓰인다. 또한 병주(倂奏)악기로도 많이 쓰이는데, 생황과 병주하는 음악을 '생소병주(笙簫倂奏)', 양금과 병주하는 음악은 '양소병주(洋簫倂奏)'라고 한다. 또한 양금과 마찬가지로, 영산회상과 같은 줄풍류나 세악에 편성되기도 한다.
단소 산조는 단소의 명인이었던 전용선 등이 취구가 작아 요성의 폭이 좁은 악기의 한계를 극복하고 단소 산조를 짜서 연주하였다. 현대에는 초보자들이 배우기 쉽고 음량이 작아 학생들의 교육용 악기로 많이 사용된다. 조선민주주의인민공화국에서는 단소의 음역을 높인 고음단소를 개발하여 배합관현악에 이용하고 있다.
단소로 연주되는 대표적인 악곡에는 <청성곡>, <세령산>, <헌천수>, <타령> 등이 있다.

## 형태
재질은 주로 대나무이다. 그러나 악기가 작아 섬세한 작업이 필요하기 때문에 교육용으로는 플라스틱으로 만든 단소를 많이 사용한다. 길이는 재료로 삼은 대나무에 따라 다르나 약 43cm가량 되며, 아래쪽은 뚫려 있다. 지공은 퉁소와 같이 앞에 4개, 뒤에 1개가 있으며, 퉁소와 달리 가장 아래쪽의 지공은 잘 쓰지 않는다.

## 음역
단소의 음역은 협종(夾: G♭)부터 중청중려(㴢: A♭)까지이다.

## 특징
단소는 전통음악에서 주로 고음역을 담당하며 매우 복잡한 꾸밈음을 구사한다
관악기에서 표현할 수 있는 길게 뻗는 소리와 특유의 생김새가 잘 어우러져 말고 유창한 느낌을 준다

## 같이 보기
- 케나
- 한국 전통 악기
- 퉁소

## 참고 문헌
1. 1 2   《국악 길라잡이》, 이성재, 서울미디어, p.230 및 《국악통론》, 서한범, 태림출판사, p.193.
2. ↑  《국악통론》, 서한범, 태림출판사, p.193
3. ↑  《국악작곡입문》, 전인평, 현대음악출판사, p.270
4. ↑  국립국악원 홈페이지, http://www.ncktpa.go.kr/index.html 보관됨 2008-09-16 - 웨이백 머신
5. ↑  “단소 - 문화콘텐츠닷컴”. 2021년 5월 4일에 원본 문서에서 보존된 문서. 2021년 5월 4일에 확인함.